# Altsteinzeit
Die Altsteinzeit – fachsprachlich auch Paläolithikum, von griechisch παλαιός (palaios) „alt“ und λίθος (lithos) „Stein“ – war die erste und längste Periode der Urgeschichte. Sie begann vor ca. 2,5 Millionen Jahren, dauerte etwa bis 10.000 v. Chr. und bezeichnet den ältesten Abschnitt der Steinzeit. Der Begriff bezieht sich auf die vorwiegenden Funde von Steinwerkzeugen, während Werkzeuge aus Knochen und Holz vergleichsweise selten gefunden werden. In Afrika wird der Begriff Early Stone Age verwendet. Auf dem amerikanischen Kontinent und in Australien ist diese Gliederung nicht üblich.
Die systematische Herstellung von Steinwerkzeugen war ein entscheidender Schritt in der Menschwerdung (Hominisation). Die Menschen der Altsteinzeit waren Jäger und Sammler.

## Definition

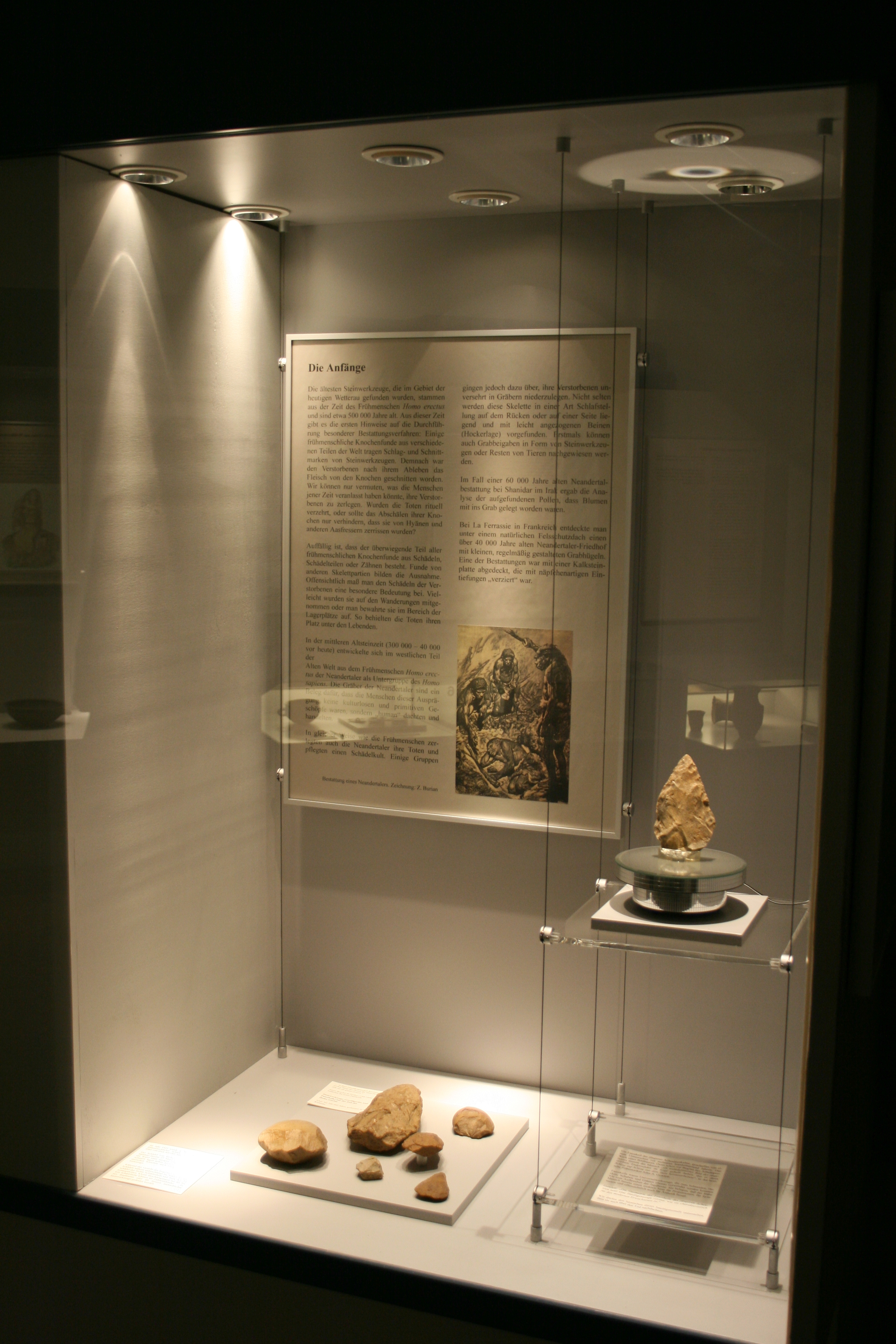
Altsteinzeitliche Funde im Wetterau-Museum in Friedberg (Hessen). (2010)

Der britische Anthropologe Sir John Lubbock teilte in seinem 1865 erschienenen Werk Prehistoric Times die Steinzeit in die „Periode des geschlagenen Steins“ (Old Stone Age ‚Altsteinzeit‘) sowie die „Periode des geschliffenen Steins“, die er New Stone Age ‚Jungsteinzeit‘ nannte.

## Unterteilung
Der Beginn des Begriffs Altsteinzeit ist an die Herstellung erster Steinwerkzeuge gekoppelt. Mit der basalen Menschheitsgeschichte in Afrika begann dort vor etwa 2,5 Millionen Jahren das Early Stone Age mit der Kultur des Oldowan. Noch ältere Steinwerkzeuge (etwa 2,6 Millionen Jahre alt) sind mutmaßlich einem noch nicht bekannten Vorfahren von Homo ergaster zuzuschreiben.
Das ebenfalls dem Early Stone Age zuzurechnende Acheuléen ist durch Faustkeile charakterisiert und die erste archäologische Kultur, die flächenhaft auch in Asien und Europa nachgewiesen ist und damit die Out-of-Africa-Theorie belegt. Träger dieser Werkzeuge waren Homo ergaster bzw. Homo erectus. Das afrikanische Middle Stone Age und Later Stone Age sind zeitlich abweichend von anderen Kontinenten.
Die europäische Altsteinzeit wird in die drei Perioden Altpaläolithikum, Mittelpaläolithikum und Jungpaläolithikum unterteilt, innerhalb derer es archäologische Kulturen gibt, die über charakteristische Steinwerkzeuge abgegrenzt werden. Träger des ältesten Besiedlungshorizontes waren der bislang nur in Nordspanien so definierte Homo antecessor und im übrigen Europa Homo heidelbergensis (als europäische Ausprägung von Homo erectus). Die archäologischen Kulturen sind in geowissenschaftlicher Tradition meist nach den ersten Fundorten des jeweiligen Zeitabschnitts benannt, den so genannten Typlokalitäten. Neben dem Acheuléen wurde in Europa der – heute nur noch forschungsgeschichtlich relevante – Technokomplex des Clactonien für faustkeilfreie Inventare des Altpaläolithikums verwendet.
- Das Mittelpaläolithikum bzw. die Zeit des Neandertalers wird häufig mit dem Beginn der Levalloistechnik in Verbindung gebracht. Wichtige Kulturen sind:
  - Moustérien, ca. 200.000 v. Chr. bis 40.000 v. Chr., das durch sehr fein gearbeitete Werkstücke in zahlreichen, auf die Funktion hin gestalteten Formen charakterisiert ist. Typisch sind fein ausgebildete Faustkeile.
  - Micoquien (oder „Keilmesser-Gruppen“), ca. 130.000 v. Chr. bis 70.000 v. Chr., Auftreten der Keilmesser
  - Blattspitzen-Gruppen, die flache und ovale Werkzeuge (Blattspitzen) nutzten.
  - Châtelperronien bis ca. 34.000 v. Chr. (regional eingeschränkt, Frankreich und Nordspanien)

- Jungpaläolithikum, als Zeithorizont des anatomisch modernen Menschen (in Europa Cro-Magnon-Mensch). Wichtige Kulturen sind die folgenden, durch Klingen aus Feuerstein dominierte Kulturen:
  - Aurignacien 40.000 bis ca. 28.000 v. Chr.: Beginn der jungpaläolithischen Kleinkunst in Europa, erste Felsbilder
  - Gravettien von ca. 28.000 v. Chr. bis ca. 21.000 v. Chr. Zeithorizont der Venusfigurinen.
  - Solutréen von ca. 22.000 v. Chr. bis ca. 18.000 v. Chr.
  - Magdalénien von ca. 18.000 v. Chr. bis ca. 12.000 v. Chr.

Das Paläolithikum endet im Vorderen Orient (Fruchtbarer Halbmond) und in China vor etwa 20.000 bis 12.000 Jahren mit einer allmählichen Ablösung der wildbeuterischen Lebensweise durch Ackerbau und Tierhaltung (Epipaläolithikum). Die produzierende Lebensweise entstand in anderen Weltregionen wesentlich später. Auch in Europa vollzog sich der Übergang zur Landwirtschaft später, hier folgte auf die Altsteinzeit zunächst die Mittelsteinzeit (Mesolithikum).